# Франсоа Дарлан
Жан Луи Ксавијер Франсоа Дарлан (фр. François Darlan; Нерак, 7. август 1881 — Алжир, 24. децембар 1942) је био француски адмирал и политичка личност. Био је адмирал флоте и главнокомандујући Француске ратне морнарице 1939. године, на почетку Другог светског рата. Након што је Француска 1940. године капитулирала пред нацистичком Немачком, Дарлан је приступио профашистички оријентисаном Вишијевском режиму и неко време је вршио дужност заменика маршала Филипа Петена. Када су савезници 1942. године, у склопу операције Бакља, извршили инвазију на француску северну Африку, Дарлан се затекао у Алжиру. Као легитимни командант француских снага у француској северној Африци, наредио је француским трупама да престану са пружањем отпора и отпочео је сарадњу са савезницима. Убијен је два месеца касније.

## Младост и каријера у морнарици
Дарлан је рођен у Нераку, департман Лот и Гарона, у Француској, у породици која је имала дугу поморску традицију. Његов прадеда погинуо је у бици код Трафалгара. 1902. године завршио је морнаричку школу. Током Првог светског рата командовао је артиљеријском батеријом која је учествовала у бици код Вердена. После рата је остао у француској морнарици и 1929. године унапређен је у чин контра адмирала, а 1932. године у чин вице адмирала. Дарлан је постао адмирал 1936. године, а на дужност начелника штаба француске ратне морнарице постављен је 1. јаунара 1937. године. 1939. године унапређен је у адмирала флоте, чин који је специјално установљен само због њега и поверена му је команда над француском ратном морнарицом.

## У влади Вишијевске Француске
Након пораза Француске 1940. године, маршал Филип Петен образовао је нову владу која је склопила примирје са Немачком и постала немачки сателит. Дарлан је признао нову владу Вишијевске Француске и именован је за министра морнарице. Под условима примирја сви бродови француске морнарице требало је да буду предати Немачкој. Међутим, Дарлан је наредио да сви бродови француске морнарице који су се налазили у лукама на Атлантику, које би убрзо биле окупиране од стране Немаца, исполове ка лукама у француским колонијалним поседима.
У последњим данима који су претходили француском поразу Дарлан се састао са британским премијером Винстоном Черчилом и обећао му да ни један француски брод неће пасти Немцима у руке.
Дарлан је претпостављао да ће Немачка победити у рату и сматрао је да је за Француску најбоље да сарађује са Немачком. Није имао поверења према Британцима и након примирја које је ступило на снагу у јуну 1940. године озбиљно је разматрао могућност отпочињања поморског рата против Велике Британије. Као један од највиших официра Вишијевске Француске, Дарлан је више пута предлагао Хитлеру активну војну сарадњу уперену против Велике Британије. Међутим, Хитлер није имао поверења у Француску и желео је да она остане неутрална док траје немачка кампања на истоку. Након британске победе у Сиријско-Либанској кампањи 1941. године и Хитлеровог неуспеха у остваривању брзе победе над Русијом, Дарлан се дистанцирао од своје колаборационистичке политике.
Британци су били забринути да ће француска флота пасти Немцима у руке. Дарлан је више пута одбио британске захтеве да се цела флота стави под британски надзор или да отплови у луке на Француским Антилима. Његово одбијање довело је до Операције Катапулт, када је у нападу на Мерс-ел-Кебир у Северној Африци, британска флота уништила део француске флоте. Због тога су се француске трупе одане Вишију (највећи број њих је био под Дарлановом командом) противиле британском присуству на француској територији, па су у у том циљу сарађивали и са немачким снагама. Међутим, Дарлан је испунио своје обећање да ниједан француски брод неће бити предат Немцима у руке.
До 1941. године Дарлан је постао најближи сарадник маршала Петена. У фебруару 1941. године Дарлан је заменио Пијера-Етиена Фландина на месту потпредседника Савета (одговара функцији премијера). Такође је постао министар иностраних послова Француске, министар унутрашњих послова и министар одбране, што га је de facto чинило председником Вишијевске владе. 11. фебруара 1941. године именован је за Петеновог наследника у складу са чланом 4. француског устава. У јануару 1942. године Дарлан је обављао и бројне друге државне функције. Зато што је одговарао директно Петену, Дарлан је имао широка овлашћења, иако је Петеново непосредно окружење, укључујући и његовог непосредног супарника генерала Максима Вејгана, задржало озбиљан политички утицај. У вођењу Француске империје Дарлан се у великој мери ослањао на личну лојалност кључних официра војске и морнарице широм колонија како би сузбио сецесионизам који је подстицао покрет Слободни Французи.
Дарлан који је имао републиканско залеђе, никада није веровао у националну револуције; нпр. имао је резерве према Петеновом клерикализму. Међутим, био је исто толико колаборациониста колико и Пјер Лавал. Тако је Дарлан кроз Париске протоколе промовисао политички савез између Вишијевске Француске и Немачке. Ипак, упркос Дарлановим настојањима да оствари функцонални однос са Трећим рајхом, Немци су били забринути због његовог опортунизма и лабаве лојалности. Њихове сумње су постепено биле потврђене са порастом Дарлановог опструкционизма; не само да је одбио да обезбеди француску радну снагу за немачку ратну индустрију већ је и покушавао да заштити француске ветеране рата јеврејског порекла и невољно је спроводио анти-семитске законе. У априлу 1942. године Лавал, који је уживао значајно немачко поверење, приморао је Дарлана да да оставку на своје министарске позиције. Дарлан је задржао неке мање значајне функције, али је и даље остао главнокомандујући француских оружаних снага.

## Споразум са Дарланом у Северној Африци
Дана 7. новембра 1942. године Дарлан је отпутовао у Алижир како би обишао свог сина који је био хоспитализован након тешког напада дечије парализе. У време када се спремао за пут, није ни слутио да су западни савезници одабрали 8. новембар за дан почетка Операције Бакља, шифрованог назива за савезничко искрцавање у Француској Северној Африци.
Током ноћи између 7. и 8. новембра, просавезнички оријентисане француске јединице (ове јединице нису имале никакве везе са Слободним Французима), преузеле су контролу над Алжиром у ишчекивању савезничке инвазије. Савезници су предвиђали релативно слаб отпор француских снага у Северној Африци, очекујући да француске трупе признају ауторитет генерала Анри Жироа, који је напустио Француску да би учествовао у инвазији. Савезничко искрцавање почело је 8. новембра када су се савезничке трупе искрцале у Казабланци, Орану и Алжиру. Искрцавање у Алжиру није наишло на јачи отпор, али су у Орану и Казабланци француске трупе пружиле снажан отпор. Како би зауставили даље борбе, генерал Жиро и Кларк су одлетели 9. новембра у Алжир. Генерал Жиро се по доласку у Алжир обратио француским трупама преко радија, известио их је да преузима команду над свим француским снагама у региону и затражио да положе оружије, али је био игнорисан. Жиро није био званични представник владе у Вишију и као такав није имао легитимитет за преузимање команде, због чега су француске јединице наставиле са пружањем отпора. Истог дана савезници су сазнали да је адмирал Дарлан у Алжиру. Амерички генерал Марк Кларк је, након разговора са неколицином високих француских официра изветио Ајзенхауера да је Дарлан, као званични представник владе у Вишију, једини који има легитимитет да преговара са савезницима и једини који може издејствовати прекид непријатељстава. Овај став генерала Кларка подржао је и генерал Жиро, који се у то време скривао у Алжиру.
Како би прекинули француски отпор и обезбедили француску сарадњу, савезници су се нагодили са Дарланом, који је као главнокомандујући француских снага могао да изда потребна наређења. Савезнички команданти признали су Дарлана као команданта свих француских снага у региону и прихватили су његову самопрокламовану титулу Високог комесара Француске (вође цивилне власти) за Северну и Западну Африку. Заузврат, Дарлан је 10. новембра наредио обуставу свих непријатељстава и приступање француских јединица савезницима. Маршал Петен је, након што је до њега стигла вест о Дарлановој издаји, разрешио адмирала свих државних функција и нареди наставак борбе. Након овакве реакције маршала Петена, Дарлан је покушао да повуче своје наређење, али га је у томе спречио генерал Кларк. Након што су немачке трупе започеле окупације Вишијевске Француске, Дарлан је сматрајући да је Немачка прекршила услове примирја из 1940. године, пристао да сарађује са савезницима. Захваљујући Дарлановом наређењу, обустављене су борбе у Казабланци, док су сукоби у другим деловима Француске Северне африке, до тада већ били завршени. Исто дана генерал Жиро ставио се на расплагање адмиралу Дарлану, који га је поставио за главнокомандујућег француских снага у северо-западној Африци.
Споразум са Дарланом је био изузетно контроверзан, с обзиром да је Дарлан био познат као немачки сарадник. Генерал Шарл де Гол и његова организација Слободни Французи као и просавезничке француске јединице које су заузеле Алжир били су бесни због таквог развоја ситуације. Неки од високих америчких и британских официра такође су били против овог споразума који је оштро критикован у новинама и од стране политичара. Међутим, Ајзенхауер и други високи савезнички официри имали су стриктно наређење својих влада да покушају да успоставе сарадњу са било каквим обликом француске власти коју затекну у Северној Африци. Споразум је финализован 13. новембра 1942. године у Алжиру. Споразумом је било предвиђено да Француска задржава потпуну административну контролу над територијом у Северној Африци, а да савезничке снаге имају дозволу да користе луке, железничке пруге и осталу инфраструктуру за припрему својих операција против немачких снага у Тунису.
Касније је амерички историчар Артур Фанк тврдио да је споразум са Дарланом погрешно протумачен од стране критичара као опортунистичка импровизација. Напротив Фанк указује на то да је Дарлан био у контакту са америчким дипломатама много пре него што је променио страну и да је то урадио чим се указала прва прилика. Споразум је према њему био резултат дугорочног и пажљивог савезничког планирања како би се усагласили политички и војни циљеви са владом у Вишију. Споразум је био само део модела који је осмишљен у Лондону и који је био одобрен од стране највишег савезничког руководства.
Споразум је представљао много већи проблем за Берлин и за владу у Вишију него што је то био за савезнике. Петен је разрешио Дарлана свих функција и наредио да се настави са отпором у Северној Африци, али је његово наређење игнорисано. Немци су били много директнији: немачке трупе окупирале су преостале 2/5 француске територије која је била под контролом владе у Вишију. Међутим, немачке снаге су се накратко зауставиле испред Тулона, француске морнаричке базе у којој се налазили укотвљени преостали бродови француске ратне морнарице. Тек 27. новембра Немци су покушали да заробе бродове, али су их њихове посаде потопиле чиме је испуњено Дарланово обећање дато Черчилу.

## Убиство
Послеподне 24. децембра 1942. године, Фернанд Боније де ла Шапел пуцао је у Дарлана у његовом штабу; Дарлан је преминуо неколико сати касније. Боније де ла Шапел је био младић од 20 година, син француског новинара. Био је монархиста и наводно деголиста. Припадао је групи ројалиста која се борила за повратак на француски престо претендента Анрија, грофа од Париза.
Одмах је ухапшен и сутрадан осуђен на смрт, а погубљен је стрељањем 26. децембра 1942. године. 
.
До данас није откривен ни један чврст доказ да су Британци и Американци били умешани у Дарланову смрт.

## Заоставштина
Дарлан није био популаран међу савезницима - сматрали су да је помпезан, нарочито након што је тражио од Ајзенхауера да му обезбеди 200 припадника гарде (Coldstream Guards& Grenadier Guards) као почасну чету која би учествовала у прослави комеморације Наполеонове победе у бици код Аустерлица. Говорило се да Британци "нису пустили ни једну сузу" због његове смрти. Харолд Мекмилан, који је био Черчилов саветник уз Ајзенхауера у време убиства, суво је описао Дарланову службу и смрт речима "Једном купљен, остајао је купљен".
У својим мемоарима Черчил је изнео мишљење по којем је Дарлан сматрао да га свака државна функција коју је вршио обавезује да ради у интересу француског народа и да су сви његови потези били мотивисани жељом да за њега обезбеди што повољнији положај. Иако би сигурно више волео чврстог савезника, Черчил га је барем сматрао за часног човека и сматрао је да је његова смрт озбиљан ударац за савезнике, с обзиром на то да ни Де Гол ни Жиро нису успели да успоставе команду над француским Северно Афричким трупама.

### на Француском
- José Aboulker et Christine Levisse-Touzet, 8 Novembre 1942: Les armées américaine et anglaise prennent Alger en quinze heures, Espoir, n° 133, Paris, 2002.
- Yves Maxime Danan (1963). La vie politique à Alger de 1940 à 1944. Paris: L. G. D. J..
- Delpont, Hubert (1998). Darlan, l'ambition perdue. AVN. ISBN 978-2-9503302-9-1.
- Jean-Baptiste Duroselle, Politique étrangère de la France:L'abîme: 1940–1944. Imprimerie nationale, 1982, 1986.
- Bernard Karsenty. Les Compagnons du 8 Novembre 1942, Les Nouveaux Cahiers., n°31, Nov. 1972.
- Simon Kitson, (2005). Vichy et la chasse aux espions nazis., Paris: Autrement,
- Christine Levisse-Touzet, L'Afrique du Nord dans la guerre, 1939–1945, Paris: Albin Michel, 1998.
- Henri Michel (1993). Darlan. Paris: Hachett..